# Microdipodops pallidus
Microdipodops pallidus és una espècie de mamífer rosegador de la família dels heteròmids. És endèmica dels Estats Units (Califòrnia i Nevada). Es tracta d'un animal nocturn. El seu hàbitat natural són els sòls de sorra fina dels embuts alcalins i matollars desèrtics dominats per Atriplex confertifolia o artemisa tridentada. Es creu que no hi ha cap amenaça significativa per a la supervivència d'aquesta espècie, tot i que algunes poblacions estan afectades per la pertorbació del seu entorn.